# Glycyphana rufovittata
Glycyphana rufovittata är en skalbaggsart som beskrevs av Guérin-Méneville 1840. Glycyphana rufovittata ingår i släktet Glycyphana och familjen Cetoniidae. Inga underarter finns listade i Catalogue of Life.